# Cyrtopholis cursor
Cyrtopholis cursor là một loài nhện trong họ Theraphosidae.
Loài này thuộc chi Cyrtopholis. Cyrtopholis cursor được miêu tả năm 1875 bởi Ausserer.